# Regulatory Asset Base
Regulatory Asset Base (RAB, talvolta tradotta in italiano con il termine Capitale Investito Regolatorio o Capitale Investito netto Riconosciuto, abbreviato in CIR o CIN) rappresenta una grandezza di riferimento primaria per la determinazione dei ricavi annui, e quindi del conto economico, di molteplici aziende operanti in settori regolati in regime di monopolio.
Si tratta tipicamente di settori per i quali, alla luce di vincoli strutturali e/o della rilevanza sociale del servizio offerto (settori di pubblica utilità), lo Stato ha optato per un regime di monopolio anziché di libero mercato concorrenziale. Per tali servizi le aziende fornitrici operanti in regime di monopolio, generalmente a controllo pubblico (statale, regionale, provinciale o municipale), vengono remunerate sulla base di criteri definiti ex ante allo scopo di evitare comportamenti abusivi connessi alla posizione dominante.
In Italia rientrano fra questi, ad esempio, i servizi di trasmissione dell'energia elettrica (forniti da Terna) e di distribuzione locale e misura della stessa (forniti da aziende municipalizzate, da Enel o da aziende private su concessione), così come i servizi di trasporto, distribuzione, stoccaggio e rigassificazione del gas naturale (forniti da Snam Rete Gas ed altre aziende locali).
Per ogni investimento effettuato dalle aziende fornitrici di servizi regolati nell'ambito delle attività di concessione, l'Autorità di settore (Autorità di Regolazione per Energia Reti e Ambiente, ARERA - ex AEEGSI) ha concepito un meccanismo di remunerazione basato sulle seguenti grandezze, rilevate periodicamente e comunicate dalle aziende fornitrici all'Autorità stessa:
- i costi di ammortamento degli investimenti effettuati, calcolati a partire dal valore degli investimenti, progressivamente rivalutati per tenere conto dell'inflazione, diviso per il numero di anni di vita utile dei beni
- il rendimento degli investimenti, calcolato a partire dal capitale investito netto o RAB e pari alla differenza fra l'investimento iniziale e gli ammortamenti cumulati, opportunamente moltiplicato per il costo medio ponderato del capitale (WACC o Weighted Average Cost of Capital) prefissato dall'Autorità all'inizio di ogni periodo regolatorio e differenziato per tipologia di servizio

La RAB rappresenta quindi il valore del capitale investito netto calcolato sulla base delle regole definite per le aziende fornitrici di servizi sottoposti alla regolazione dell'ARERA al fine della determinazione dei ricavi di riferimento.
Per il settore dell'energia elettrica e del gas è previsto che le remunerazioni dovute alle aziende fornitrici dei servizi regolati calcolate sulla base della RAB vengano ricavate da appositi contributi pagati dai consumatori di energia in bolletta.
Tale approccio costituisce l'applicazione pratica del cosiddetto Capital Asset Pricing Model (CAPM). Come rilevato dall'ARERA, tale metodologia è utilizzata nella maggior parte 
degli Stati membri dell'Unione Europea ai fini della valutazione del rischio e della conseguente 
fissazione del livello del costo del capitale per le attività regolate. Essa si fonda sull'identificazione del livello del rischio sistematico di ciascuna attività regolata, espresso nel parametro β. Applicando il CAPM l'Autorità identifica il livello di rischio tipico di settore e fissa il tasso di rendimento in modo da garantire ai portatori di capitale, di rischio e di debito, dell'impresa una remunerazione pari a quella che potrebbero ottenere sul mercato investendo in attività con un analogo profilo di rischio. 
Per il triennio 2016-18 del corrente periodo regolatorio, l'AEEGSI ha stabilito i seguenti livelli percentuali di WACC applicabili alle RAB dei rispettivi servizi regolati:
- per il trasporto del gas naturale 5,4%
- per la rigassificazione del gas naturale 6,6%
- per lo stoccaggio del gas naturale 6,5%
- per la distribuzione del gas naturale 6,1%
- per il servizio di misura del gas naturale 6,6%
- per la distribuzione di energia elettrica 6,4%
- per la trasmissione di energia elettrica 6,3%
- per il servizio di misura dell'energia elettrica 6,4%

L'AEEGSI ha inoltre introdotto un sistema incentivante, sotto forma di maggiorazione dei tassi di WACC, volto a promuovere i nuovi investimenti destinati al potenziamento delle reti di trasmissione e distribuzione dell'energia elettrica e del gas naturale. Nel caso ad esempio della trasmissione di energia elettrica, attività svolta in regime di monopolio da Terna, la regolazione attuale attribuisce agli investimenti di sviluppo della rete elettrica nazionale una maggiorazione del WACC pari all'1,5% o al 2% per un periodo di tempo pari a 12 anni dalla data di entrata in esercizio del bene. Nel caso invece delle infrastrutture nazionali di trasporto del gas naturale, esercite da Snam Rete Gas, l'incentivo ammonta a un premio sul WACC dell'1% per 7 anni per gli investimenti destinati allo sviluppo della rete regionale, dell'1% per 10 anni per quelli destinati allo sviluppo della rete nazionale e del 2% per 10 anni per quelli destinati allo sviluppo ai punti di entrata. 
Entro la fine del 2018 è previsto un nuovo aggiornamento dei tassi di WACC.